# Gitanga (periodiskt vattendrag i Burundi, Rutana)
Gitanga är ett periodiskt vattendrag i Burundi.   Det ligger i provinsen Rutana, i den centrala delen av landet, 100 kilometer sydost om huvudstaden Bujumbura.
Omgivningarna runt Gitanga är huvudsakligen savann. Runt Gitanga är det ganska tätbefolkat, med 185 invånare per kvadratkilometer.